# Curtiss SB2C Helldiver
O Curtiss SB2C Helldiver foi um bombardeiro estado-unidense produzido pela Curtiss-Wright, para Marinha dos Estados Unidos durante a Segunda Guerra Mundial, substituindo o modelo Douglas SBD Dauntless. Apesar de seu tamanho, o SB2C era muito mais rápido que o SBD.
Apesar dos problemas de produção terem persistido durante o serviço em combate, os pilotos logo mudaram sua opinião sobre a potência do Helldiver, e o SB2C tornou-se o responsável pelo maior número de afundamentos de equipamentos inimigos durante a Guerra do Pacífico.
Desenvolvido a partir de vários modelos precedentes, o Curtiss Helldiver SB2C-5 foi uma das últimas aeronaves a entrar no teatro de operações do Pacífico durante a Segunda Grande Guerra. O SB2C-5 provou ser um eficiente bombardeiro de mergulho a partir dos princípios de 1943, embora poucas diferenças tivesse em relação aos seus predecessores (maior autonomia em relação ao SB2C-4, por exemplo). No final do conflito, o avião foi exportado para diversos países.

## Operadores
Austrália
 França
 Grécia
 Itália
 Portugal
 Tailândia
 Reino Unido
 Estados Unidos

## Serviço em Portugal
A Aviação Naval Portuguesa, a partir de 1950 recebeu um total de recebeu vinte e quatro Helldivers, que constituíram uma unidade operacional de luta anti-submarina no Centro de Aviação Naval de Aveiro. Em 1952 a unidade de Helldivers foi transferida para o recém activado Centro de Aviação Naval do Montijo. Nesse mesmo ano, foi criada a Força Aérea Portuguesa, integrando as antigas Aviações da Marinha e do Exército. A unidade de Helldivers passou então a constituir uma Esquadra da nova Força Aérea, até à sua desactivação em 1958.